# Krischanstaspääxet
Krischanstaspääxet är en spexorganisation bildad 1985 vid Kristianstads nation i Lund. Den första föreställningen, Lincoln, producerades 1985.
Uppsättningarna, kallade för "spääx", sätts vanligtvis upp under hösten, med en återuppsättning under våren. Under sommaren skrivs ett separat sommarspääx, ofta med fler äldre ensemble-medlemmar som inte har tid att medverka under terminerna.
Höst- och vårföreställningarna repeteras och framförs på Kristianstads nation. Sommarspääx framförs vanligtvis på Tivoliteatern i Kristianstad under Kristianstadsdagarna. Sommarspääxet har oftast en lokal anknytning till Kristianstad och/eller Göingebygden.
Krischanstaspääxet har vid flera Lundakarnevaler varit representerade i sektionen Tält- och smånöjen med eget showtält.

## Föreställningar genom tiderna
(fetstil indikerar nyskrivet fullstort spääx)
- 1985-1986 Lincoln
- 1986 Gyttjeblottning (Lundakarnevalen)
- 1987 Tjogun
- 1988-1989 Stalin
- 1989 Kapten Krook
- 1990 Christian IV (Snapphanebalen)
- 1990 MTV (Lundakarnevalen)
- 1990 Lincoln
- 1991 Christian IV (Sommarspääx)
- 1991-1992 Sokrates
- 1992 Christian IV (Sommarspääx)
- 1992-1993 Tjogun
- 1993 Pullinutt (Sommarspääx)
- 1993 Leonardo
- 1994 Pullinutt (Barnspääx)
- 1994 Sannlådan (Lundakarnevalen)
- 1994 Leonardo (Sommarspääx)
- 1994-1995 Stalin
- 1995 Charles Magnusson (Sommarspääx)
- 1995-1996 Erik XIV
- 1996 Carl von Linné (Sommarspääx)
- 1996-1997 Florence
- 1997 Eiffel (Sommarspääx)
- 1997 Karl Martell
- 1998 Lilla Nisses stora klocka (Lundakarnevalen)
- 1998 Hjalmar Söderberg (Sommarspääx)
- 1998-1999 Leonardo
- 1999 Gustav III (Sommarspääx)
- 1999-2000 Kejsaren av Kina
- 2000 Nosaby – ett bygdespääx (Sommarspääx)
- 2000-2001 Mot strömmen
- 2001 Guldkorn + Christian IV (Sommarspääx)
- 2001 Kristina
- 2002 Sketchup – en passerad revy (Lundakarnevalen)
- 2002 Pullinutt (Sommarspääx)
- 2002-2003 Tjogun
- 2003 Carl XI (Sommarspääx)
- 2003-2004 Kubakrisen
- 2004 Finlands bryggeri (Sommarspääx)
- 2004-2005 Erik XIV
- 2005 Carl von Linné (Sommarspääx)
- 2005 Darwin
- 2006 Sketchofreni – en vanföreställning (Lundakarnevalen)
- 2006 Maria Eleonora (Sommarspääx)
- 2006-2007 Leonardo
- 2007 OS-feber i Kristianstad (Sommarspääx)
- 2007-2008 Alfred Nobel
- 2008 Kubakrisen (Sommarspääx)
- 2008-2009 Stalin
- 2009 Darwin (Sommarspääx)
- 2009 Tjogun
- 2010 Sketchistens – en felosofisk föreställning (Lundakarnevalen)
- 2010 Christian IV + Guldkorn från Krischanstaspääxets 25 år (Sommarspääx)
- 2010-2011 Caesar
- 2011 Per Albin Hansson (Sommarspääx)
- 2011-2012 Karl Martell
- 2012 Jerusalem (Sommarspääx)
- 2012-2013 Franz Ferdinand
- 2013 Rosettastenen (Sommarspääx)
- 2013 Kubakrisen
- 2014 Sketchetera (Lundakarnevalen)
- 2014 Den lägsta punkten (Sommarspääx)
- 2014-2015 Karthago
- 2015 Tåget över Bält (Sommarspääx)
- 2015-2016 Stalin
- 2016 Den Store Lewinsky (Sommarspääx)
- 2016-2017 Kleopatra
- 2017 Hindenburg (Sommarspääx)
- 2017 Katarina den Stora
- 2018 Sketchofori (Lundakarnevalen)
- 2018 Synden i Mölle (Sommarspääx)
- 2018-2019 Leonardo
- 2019 Eva Ekeblad (Sommarspääx)
- 2019 Lafayette
- 2021 Erik XIV
- 2022 Sketchostrof (Lundakarnevalen)
- 2022 Loshultskuppen (Sommarspääx)
- 2022-2023 Hilma af Klint
- 2023 Kräftor kräva dessa drycker (Sommarspääx)
- 2023-2024 Kristina